# Weng To
Weng To (chinesisch 翁鐸, Pinyin Wēng Duó; * 19. September 1991) ist ein taiwanischer Eishockeyspieler, der seit 2019 bei Delaware Thunder in der Federal Prospects Hockey League spielt.

## Karriere
Weng To begann seine Karriere beim Silver Monster in Taipeh. 2014 wechselte er in die Koreanische Eishockeyliga, in der er für verschiedene Klubs spielte. 2017 wechselte er in die Volksrepublik China, wo er zwei Jahre für Tsen Tou Jilin in der Wysschaja Hockey-Liga auf dem Eis stand. Anschließend zog es ihn in die Vereinigten Staaten, wo er seit 2019 bei den Delaware Thunder in der Federal Prospects Hockey League spielt.

### International
Im Juniorenbereich spielte Weng bei den U18-Weltmeisterschaften 2008 und 2009, als er zum besten Verteidiger des Turniers gewählt wurde, sowie den U20-Weltmeisterschaften 2010 und 2011, als er zum besten Spieler seiner Mannschaft gewählt wurde, jeweils in der Division III für Taiwan.
Weng nahm für die taiwanesischen Herren in den Jahren 2010, 2013, als er Torschützenkönig der Top-Division wurde, 2014, als er als erneuter Torschützenkönig auch zum besten Stürmer der Top-Division gewählt wurde, 2015 und 2016, als er mit der besten Plus/Minus-Bilanz und als Torschützenkönig und Topscorer auch zum wertvollsten Spieler der Top-Division gewählt wurde, jeweils am IIHF Challenge Cup of Asia teil und gewann mit seinem Land stets das Turnier.
Seinen ersten Einsatz bei einer Senioren-Weltmeisterschaft hatte er bei der Weltmeisterschaft 2019 in der Division III. Zudem stand er im Aufgebot seines Landes bei den Winter-Asienspielen 2011 und 2017.

## Erfolge und Auszeichnungen
- 2010 Goldmedaille beim IIHF Challenge Cup of Asia
- 2013 Goldmedaille beim IIHF Challenge Cup of Asia
- 2013 Torschützenkönig des IIHF Challenge Cup of Asia
- 2014 Goldmedaille beim IIHF Challenge Cup of Asia
- 2014 Bester Stürmer und Torschützenkönig beim IIHF Challenge Cup of Asia
- 2015 Goldmedaille beim IIHF Challenge Cup of Asia
- 2016 Goldmedaille beim IIHF Challenge Cup of Asia
- 2016 Wertvollster Spieler, Topscorer, Torschützenkönig und beste Plus/Minus-Bilanz beim IIHF Challenge Cup of Asia
- 2019 Bester Verteidiger bei der Weltmeisterschaft der Division III